# 1980年冬季残疾人奥林匹克运动会西德代表团
1980年冬季残疾人奥林匹克运动会西德代表团是西德派出的1980年冬季残疾人奥林匹克运动会代表团。获得3枚金牌、6枚银牌和9枚铜牌。